# Noach

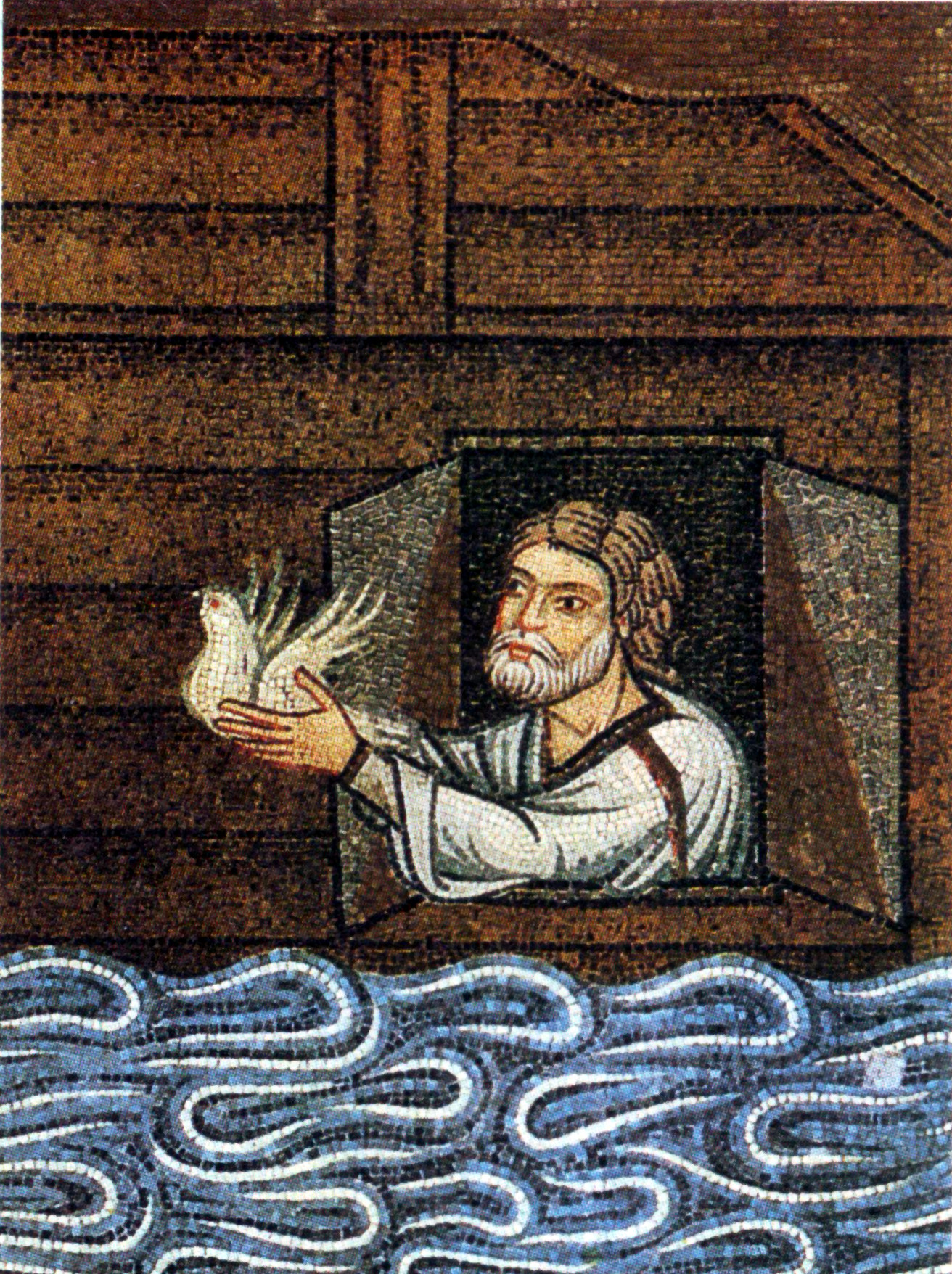
Noach laat een duif los (mozaïek)

Noach (Hebreeuws: נוֹחַ, Noah, Noë, "rust" of "vertroosting") kreeg volgens de Hebreeuwse Bijbel van God instructies om een ark te bouwen om daarmee de zondvloed te overleven (Genesis 6-9). Hij werd daarmee stamvader van alle huidige mensen, omdat hij, zijn vrouw (volgens verschillende joodse bronnen heette zij Naama of Naema) en zijn zonen Sem, Cham en Jafet met hun vrouwen als enigen de vloed overleefden (Genesis 5:32). Noach werd 950 jaar oud (Genesis 9:29).
Het verhaal over Noach en de zondvloed vertoont sterke overeenkomsten met het Gilgamesj-epos, een van de oudste bewaard gebleven literaire werken. Mythische verhalen over een zondvloed komen veelvuldig voor in oude teksten in hetzelfde gebied. Dergelijke grootschalige overstromingen zijn mogelijk gebaseerd op geologische catastrofen, zoals de mega-tsunami die veroorzaakt werd door de Burckle-inslag of door extreme overstromingen van de Zwarte Zee aan het einde van een van de ijstijden.

## Noach in de Hebreeuwse Bijbel

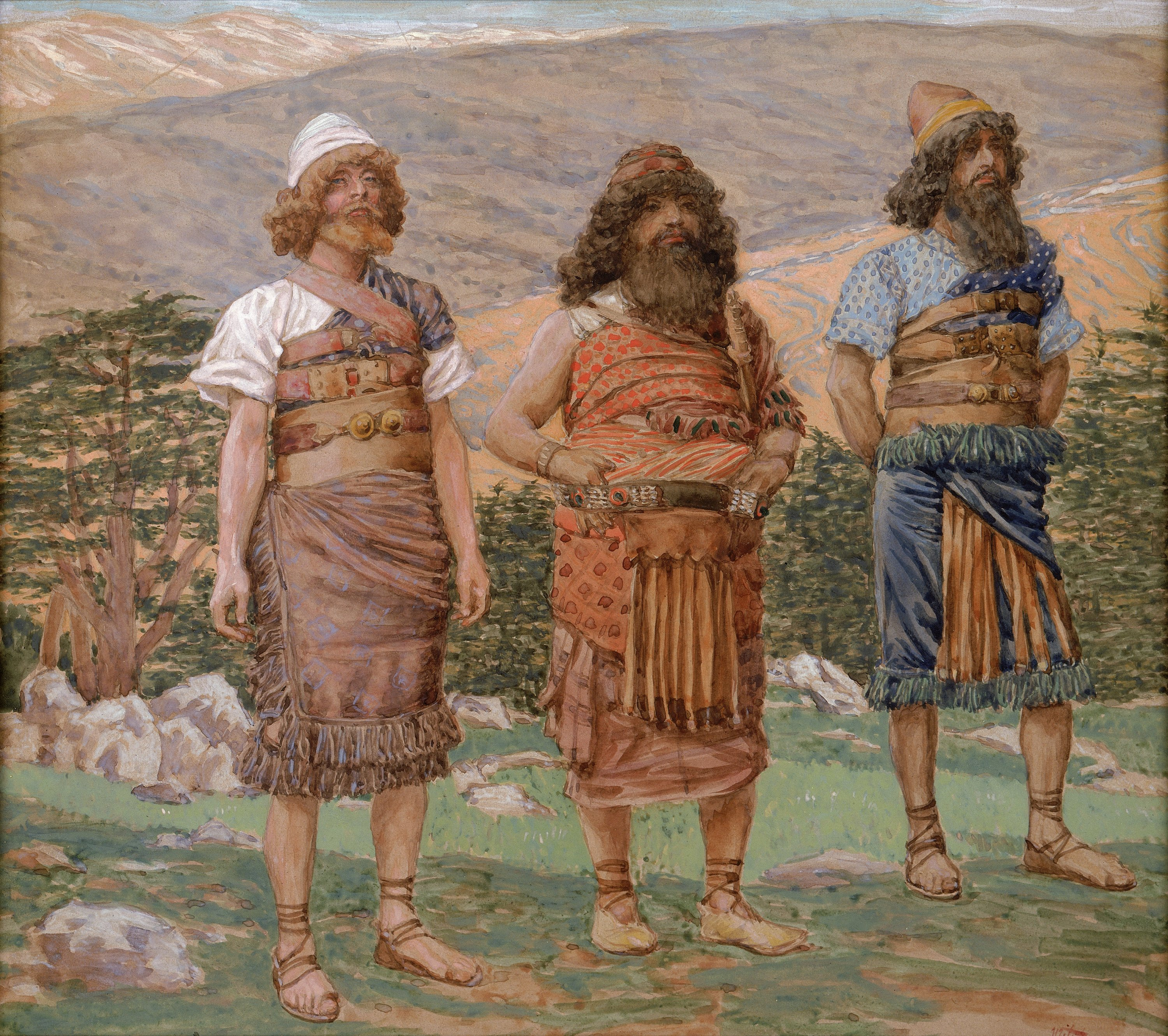
De drie zonen van Noach (illustratie uit 1904)

### Aanleiding
Volgens Genesis hadden in de dagen van Noach "de zonen van de goden" (in het christendom meestal geïnterpreteerd als gevallen engelen) gemeenschap met vrouwen, waaruit de Nefilim werden geboren, "de giganten op aarde", "de befaamde helden uit het verre verleden". God zag dat alle mensen behalve Noach slecht waren, had spijt dat Hij de mensen had gemaakt en voelde zich diep gekwetst (Genesis 6:1-8).

### Bouw van de ark
God gaf Noach de opdracht een ark te bouwen. Er zou een grote vloed komen die alle leven zou vernietigen, omdat alle mensen behalve Noach in Gods ogen "verdorven en vol onrecht" waren (Genesis 6:9-13).
God gaf gedetailleerde instructies hoe de ark moest worden geconstrueerd: de ark moest 300 el lang (133,5 meter), 50 el breed (22,3 meter), 30 el hoog (13,4 meter) worden, drie verdiepingen tellen en worden gebouwd van hout. Van binnen en van buiten moest de ark met pek worden bestreken (Genesis 6:15-22).

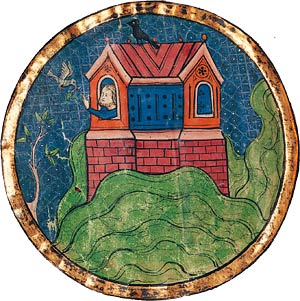
Joodse afbeelding van Noach in zijn ark

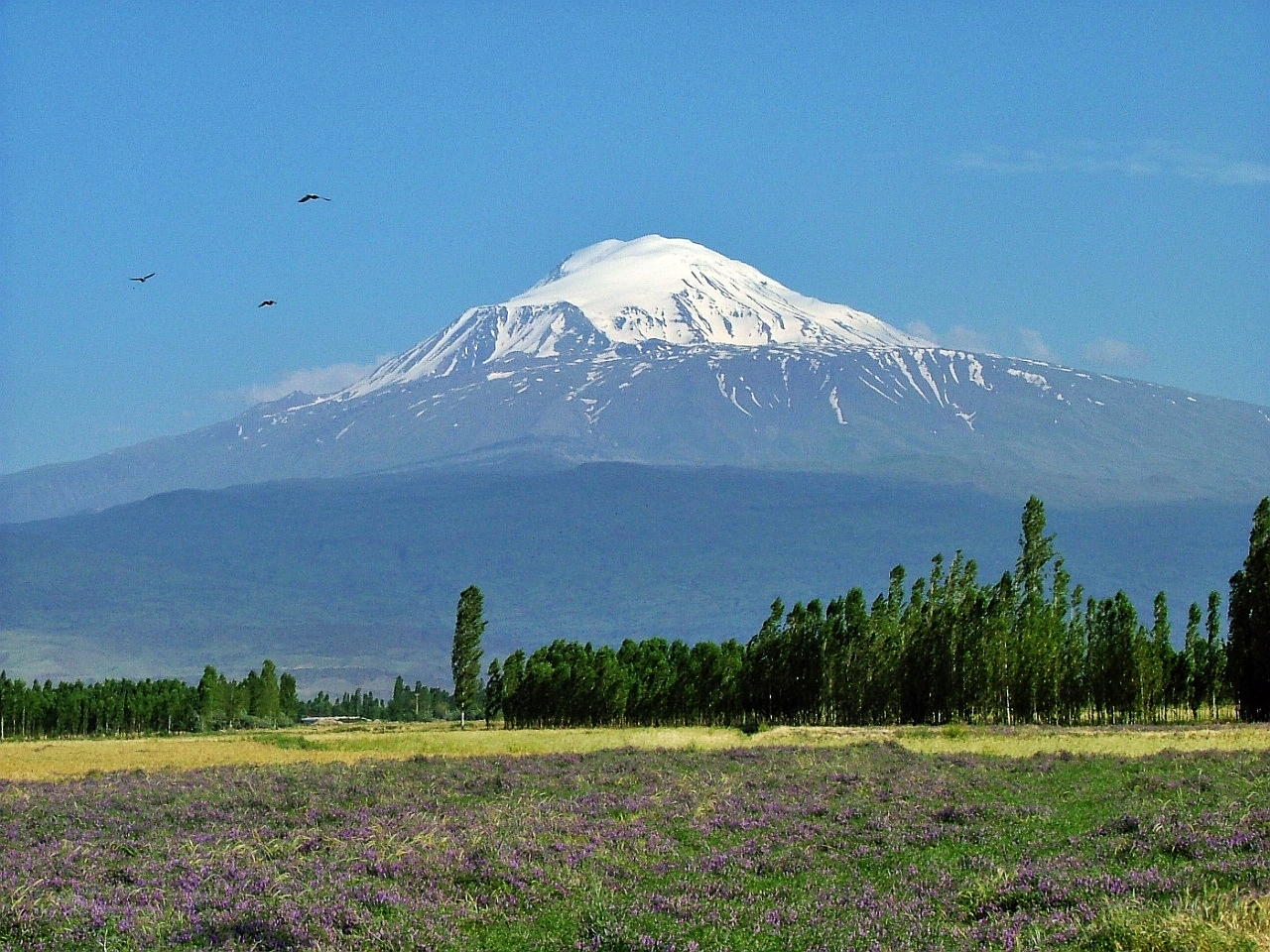
De berg Ararat

### De zondvloed
Toen de bouw van de ark was voltooid, gingen Noach, zijn vrouw, zijn zonen en hun vrouwen, aan boord en sloot God de deur van de ark. Daarna begon het veertig dagen en veertig nachten onafgebroken zeer hevig te regenen en ontstond er een grote allesvernietigende vloed. De aarde werd in totaal honderdvijftig dagen geheel door water bedekt. Alles wat leefde kwam om, behalve Noach, zijn familie en de dieren die ze mee aan boord hadden genomen. Vervolgens begon het water weer te zakken en kwam de ark op de berg Ararat vast te zitten (Genesis 7:11-8:5).
Na veertig dagen zond Noach er een raaf op uit om de omgeving te verkennen, maar deze bleef rondvliegen tot de aarde droog was. Vervolgens liet hij een duif los. De duif keerde echter terug omdat ze geen plek kon vinden om neer te strijken. Na zeven dagen liet Noach de duif opnieuw los. Tegen de avond kwam deze weer terug, maar dit keer met een jong olijfblad in de snavel. Zo wist Noach dat het water al behoorlijk gedaald moest zijn. Nog eens zeven dagen later liet hij de duif voor een derde maal los en ditmaal keerde deze niet terug (Genesis 8:6-12).
Na het verlaten van de ark, die was gestrand in het gebergte Ararat, bracht Noach een offer aan God. God beloofde Noach dat Hij de aarde en al wat er op leefde niet meer door water zou vernietigen, en sloot een verbond met hem. Als teken van Gods verbond met Noach zou voortaan de regenboog verschijnen. Als deze aan de hemel verscheen zou God zich het verbond herinneren dat Hij met Noach had gesloten (Genesis 8:13-9:17).

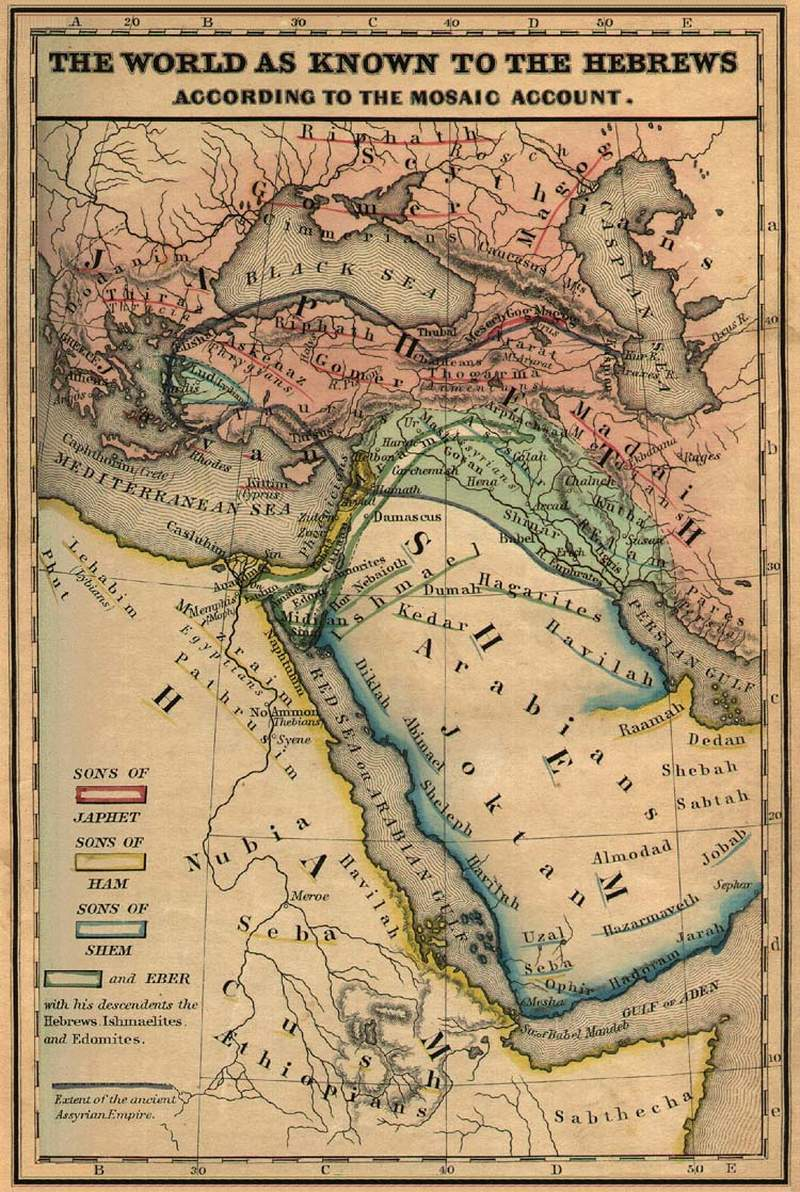
Verspreiding van de nakomelingen van Sem, Cham en Jafet (kaart uit het Historical Textbook and Atlas of Biblical Geography, 1854)

### Verspreiding van Noachs nageslacht
God gaf Noach en de zijnen de opdracht vruchtbaar te zijn en de aarde weer te bevolken. Van de drie zonen van Noach zouden alle latere mensen afstammen (Genesis 9:18,19). Van Sem zouden de Semieten (later hoofdzakelijk de Israëlieten, Arabieren, Assyriërs en Arameeërs), van Cham de Chamieten (later de mensen in Afrika en in Kanaän) en van Jafet de Jafetieten (later de mensen in Europa, Anatolië en Iran) afstammen.

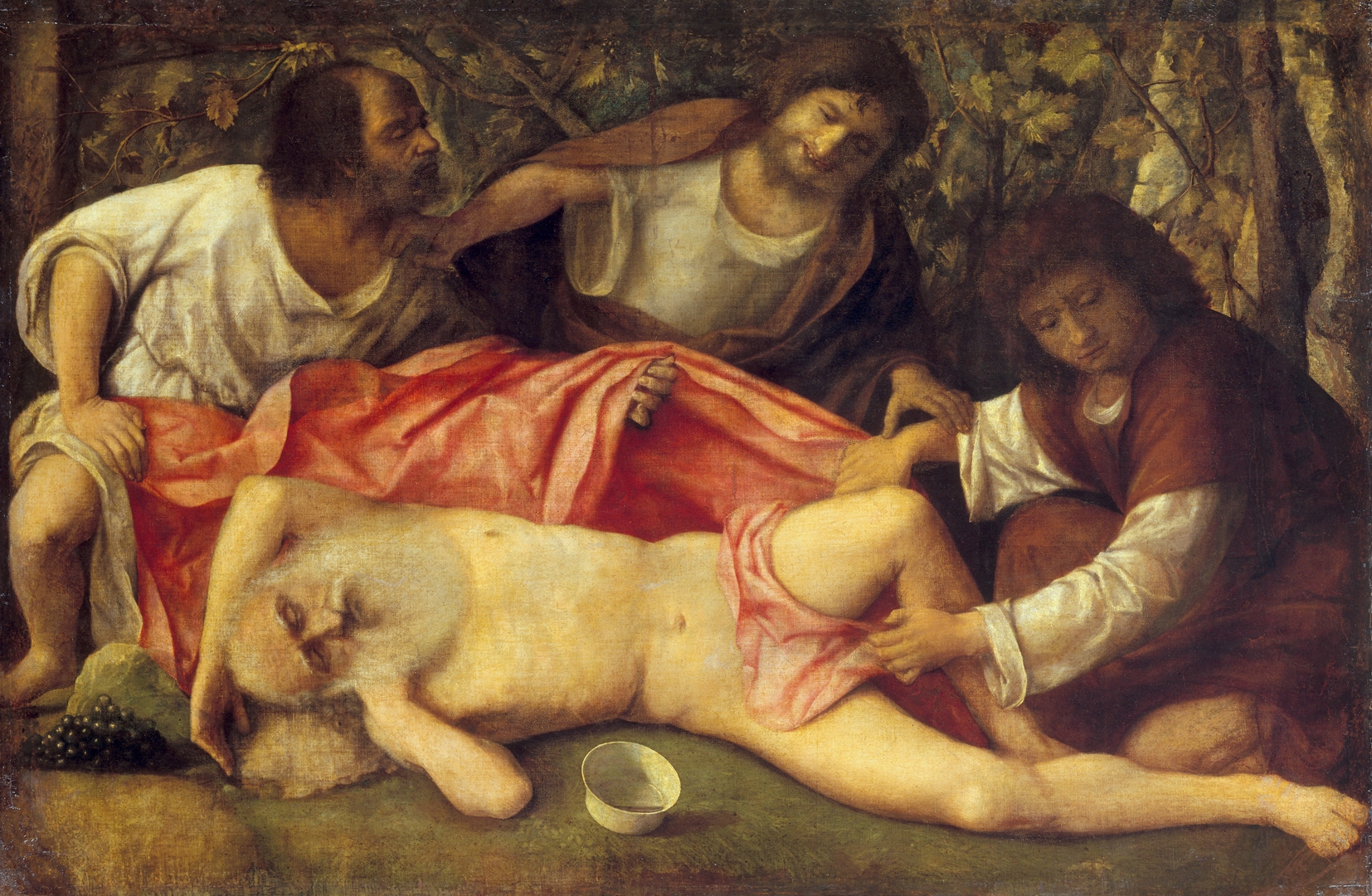
De dronkenschap van Noach, door Giovanni Bellini

### Vervloeking van Kanaän
Verder vermeldt het verhaal dat Noach na de vloed landbouwer werd en een wijngaard begon. Bij de eerste wijnoogst dronk hij te veel en ging in beschonken staat ontkleed in zijn tent liggen. Zijn zoon Cham ontdekte dit en vertelde het aan Sem en Jafet opdat ook zij naar hun naakte vader zouden komen kijken. Dezen echter bedekten, zonder te kijken, respectvol Noachs naaktheid met een mantel. Hierop vervloekte Noach Kanaän (de zoon van Cham) en al zijn nakomelingen. Hij zegende vervolgens Sem en Jafet (Genesis 9:20-27).

### Latere vermeldingen
In de Hebreeuwse Bijbel maken Jesaja en Ezechiël melding van Noach (Jesaja 54:9; Ezechiël 14:14, 20).

## Noach in het Nieuwe Testament
Jezus maakte melding van Noach in zijn rede op de Olijfberg:
"Zoals het was in de dagen van Noach, zo zal het zijn wanneer de Mensenzoon komt. Want zoals men in de dagen voor de vloed alleen maar bezig was met eten en drinken, met trouwen en uithuwelijken, tot aan de dag waarop Noach de ark binnenging, en zoals men niet wist dat de vloed zou komen, totdat die kwam en allen wegnam, zo zal het ook zijn wanneer de Mensenzoon komt" (Matteüs 24:37-39).
Verder wordt Noach genoemd in de brieven die volgens de traditie aan Petrus worden toegeschreven (1 Petrus 3:20, 21; 2 Petrus 2:5, 6; 3:5-7) en wordt hij in Hebreeën 11:7 tot de geloofshelden gerekend.

## Vernoemd
Op de planeet Mars is een oude hoogvlakte op het zuidelijk halfrond genoemd naar Noach: Noachis Terra (Land van Noach).
Noach wordt ook gebruikt in een spreekwoord dat luidt: 'Nog met Noach in de ark geweest zijn.' Dit betekent dat iets of iemand heel ouderwets is.